# Marcelle Tinayre
Marcelle Marguerite Suzanne Tinayre (Tulle, Corrèze; 8 de octubre de 1870-Grossouvre, Cher; 23 de agosto de 1948) fue una prolífica escritora francesa, especializada en literatura romántica. 
Educada en Burdeos y París, en 1889 contrajo matrimonio con el pintor Jean Tinayre.
Su primera obra, Avant l'Amour (1897), supuso un cierto éxito, pero su obra más conocida en La Maison du Peelle (1902), de temática romántica. También publicó un libro de viajes, Notes d'une Voyageuse en Turquie (1910).